# Трифтерн
Трифтерн (њем. Triftern) град је у њемачкој савезној држави Баварска. Једно је од 31 општинског средишта округа Ротал-Ин. Према процјени из 2010. у граду је живјело 5.266 становника. Посједује регионалну шифру (AGS) 9277149.

## Географски и демографски подаци
Трифтерн се налази у савезној држави Баварска у округу Ротал-Ин. Град се налази на надморској висини од 391 метра. Површина општине износи 62,2 km². У самом граду је, према процјени из 2010. године, живјело 5.266 становника. Просјечна густина становништва износи 85 становника/km².